# Fritz Kopatschek

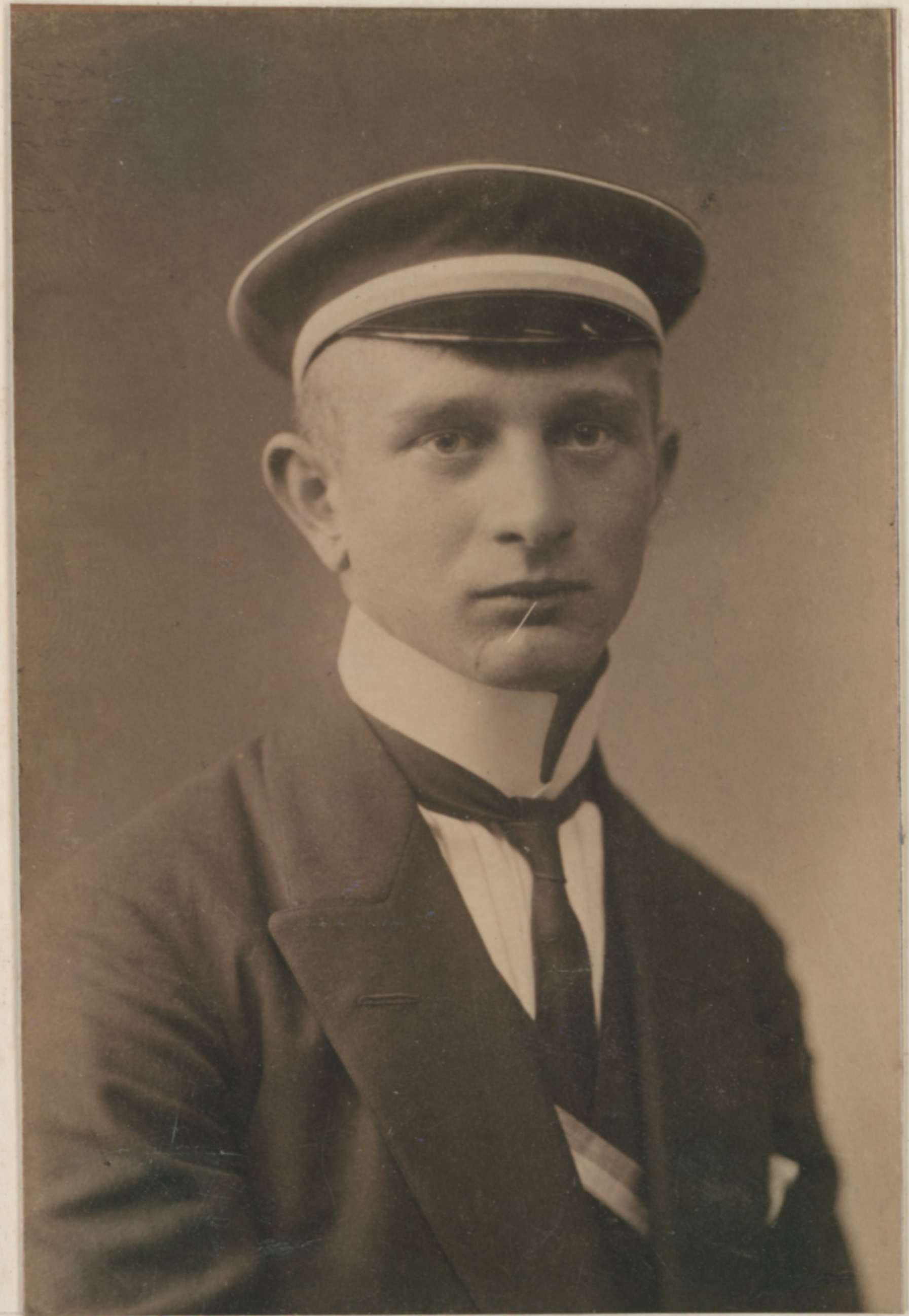
Fritz Kopatschek

Fritz Kopatschek (* 16. Dezember 1891 in Silz (Tirol); † 1943) war ein österreichischer Professor für Chemie in Argentinien.

## Leben
Kopatschek studierte nach der Matura an der Universität Innsbruck Chemie. 1913 wurde er im Gothia Innsbruck recipiert.  Er beendete das Studium mit der Promotion. Am 29. Dezember 1917 heiratete er in Bregenz die Fabrikantentochter Maria Anna Martha (Marianne) Rüf. Am 2. Januar 1920 kam der Sohn Heinz Kopatschek zur Welt. Nach seinem Studium war Kopatschek zunächst als wissenschaftlicher Assistent an der Universität Innsbruck tätig. Die Universidad Nacional de La Plata berief ihn als Professor an die Veterinärfakultät.

## Veröffentlichungen
- Manual del laboratorio químico : Obra de consulta para trabajos químicos en general, científicos industriales y para análisis clínicos y bromatológicos : guías, métodos y cálculos sección física. Aniceto López, Buenos Aires 1942.